# Ptilinopus
A Ptilinopus a madarak osztályának galambalakúak (Columbiformes) rendjébe és a galambfélék (Columbidae) családjába és a gyümölcsgalambformák (Treroninae) alcsaládjába tartozó nem.

## Rendszerezésük
A nemet William Swainson írta le 1825-ben, az alábbi fajok tartoznak ide:
- skarlátmellű gyümölcsgalamb (Ptilinopus bernsteinii)
- Wompoo-gyümölcsgalamb (Ptilinopus magnificus)
- karmazsin-gyümölcsgalamb (Ptilinopus marchei)
- Merrill-gyümölcsgalamb (Ptilinopus merrilli)
- sárgamellű gyümölcsgalamb (Ptilinopus occipitalis)
- vörösfülű gyümölcsgalamb (Ptilinopus fischeri)
- Jambu-gyümölcsgalamb (Ptilinopus jambu)
- Ptilinopus gularis
- barnaállú gyümölcsgalamb (Ptilinopus subgularis)
- Sula-szigeteki gyümölcsgalamb (Ptilinopus mangoliensis[1] vagy Ptilinopus subgularis mangoliensis)[2]
- feketeállú gyümölcsgalamb (Ptilinopus leclancheri)
- feketetarkójú gyümölcsgalamb (Ptilinopus melanospilus)
- aranyos gyümölcsgalamb (Ptilinopus luteovirens)
- narancsszínű gyümölcsgalamb (Ptilinopus victor)
- sárgafejű gyümölcsgalamb (Ptilinopus layardi)
- rózsásfejű gyümölcsgalamb (Ptilinopus porphyreus)
- feketehátú gyümölcsgalamb (Ptilinopus cinctus)
- vöröstarkójú gyümölcsgalamb (Ptilinopus dohertyi)
- feketeörves gyümölcsgalamb (Ptilinopus alligator[1] vagy Ptilinopus cinctus alligator[2]
- törpe-gyümölcsgalamb (Ptilinopus nainus)
- pompás gyümölcsgalamb (Ptilinopus superbus)
- fehérörves gyümölcsgalamb (Ptilinopus rivoli)
- pajzsos gyümölcsgalamb (Ptilinopus solomonensis)
- Tanna-szigeti gyümölcsgalamb (Ptilinopus tannensis)
- narancshasú gyümölcsgalamb (Ptilinopus iozonus)
- vörösmellű gyümölcsgalamb (Ptilinopus viridis)
- fehérfejű gyümölcsgalamb (Ptilinopus eugeniae)
- Bismarck-szigeteki gyümölcsgalamb (Ptilinopus insolitus)
- kékfejű gyümölcsgalamb (Ptilinopus hyogastrus)
- bütyköscsőrű gyümölcsgalamb (Ptilinopus granulifrons)
- gyöngyös gyümölcsgalamb (Ptilinopus perlatus)
- fehértorkú gyümölcsgalamb (Ptilinopus wallacii)
- aranyfejű gyümölcsgalamb (Ptilinopus aurantiifrons)
- ékszer gyümölcsgalamb (Ptilinopus ornatus)
- vörössapkás gyümölcsgalamb (Ptilinopus pulchellus)
- kéksapkás gyümölcsgalamb (Ptilinopus monacha)
- rózsaszínsapkás gyümölcsgalamb (Ptilinopus regina)
- koronás gyümölcsgalamb (Ptilinopus coronulatus)
- fehérsapkás gyümölcsgalamb (Ptilinopus dupetithouarsii)
- Marquises-szigeteki gyümölcsgalamb (Ptilinopus mercierii) - kihalt
- Grey-gyümölcsgalamb (Ptilinopus greyii)
- bíborfejű gyümölcsgalamb (Ptilinopus porphyraceus)
- bíborsapkás gyümölcsgalamb (Ptilinopus ponapensis)
- Kosrae-szigeti gyümölcsgalamb (Ptilinopus hernsheimi)'
- palaui gyümölcsgalamb (Ptilinopus pelewensis)
- Mariana-szigeteki gyümölcsgalamb (Ptilinopus roseicapilla)
- ezüstsapkás gyümölcsgalamb (Ptilinopus richardsii)
- sárgás gyümölcsgalamb (Ptilinopus perousii)
- Cook-szigeteki gyümölcsgalamb (Ptilinopus rarotongensis)'
- tahiti gyümölcsgalamb (Ptilinopus purpuratus)
- Rapa-szigeti gyümölcsgalamb (Ptilinopus huttoni)
- Henderson-szigeti gyümölcsgalamb (Ptilinopus insularis)
- Makatea-szigeti gyümölcsgalamb (Ptilinopus chalcurus)
- Tuamotu-szigeteki gyümölcsgalamb (Ptilinopus coralensis)
- negrosi gyümölcsgalamb (Ptilinopus arcanus)

Vitatott fajok:
- hasított-tollú gyümölcsgalamb (Drepanoptila holosericea vagy Ptilinopus holosericeus)[1]
- mauritiusi gyümölcsgalamb (Alectroenas nitidissima vagy Ptilinopus nitidissimus)[1] – kihalt
- madagaszkári gyümölcsgalamb (Alectroenas madagascariensis vagy Ptilinopus madagascariensis)[1]
- Comore-szigeteki gyümölcsgalamb (Alectroenas sganzini vagy Ptilinopus sganzini)[1]
- Seychelle-szigeteki gyümölcsgalamb (Alectroenas pulcherrima vagy Ptilinopus pulcherrimus)[1]